# 2004 PE112
2004 PE112, também escrito como 2004 PE112, é um objeto transnetuniano que está localizado no Cinturão de Kuiper, uma região do Sistema Solar. Este corpo celeste é classificado como um cubewano. Ele possui uma magnitude absoluta de 6,7 e tem um diâmetro estimado com 201 km.

## Descoberta
2004 PE112 foi descoberto no dia 13 de agosto de 2004 pelo astrônomo Marc W. Buie.

## Órbita
A órbita de 2004 PE112 tem uma excentricidade de 0,000 e possui um semieixo maior de 45,903 UA. O seu periélio leva o mesmo a uma distância de 45,903 UA em relação ao Sol e seu afélio a 45,903 UA.